# 姜容樵
姜容樵(きょう　ようしょう、1891年 - 1974年)は、形意拳、八卦掌、秘宗拳の達人。中国の武術家。
中国河北省滄州出身。字は、光武。幼少のころから武術を好み、陳玉山から秘宗拳械を学ぶ。その後、張占魁より、形意拳、八卦掌を学ぶ。また、李景林から武当剣、李雨三から太師鞭、親友の湯士林から太極拳を学ぶ。
1928年、上海にて尚武進徳会を設立する。1932年に「南京中央国術館」の編審処処長に就任する。武術の普及に努め、晩年は上海に居住する。有名な弟子に沙国政、慮永才、鄒淑嫻などがいる。
著書には、「写真青萍剣」、「写真形意母拳」、「八卦拳」などがある。また、姚馥春との編著の「太極拳講義」（1930年）には、湯士林抄本の王宗岳の別説「太極拳譜」が収録されている。